# سیارک ۲۲۴۲۹
سیارک ۲۲۴۲۹ (به انگلیسی: 22429 Jurasek، نامگذاری:1996DD1)۲۲۴۲۹مین سیارک کشف شده‌است که در ۲۲ فوریه ۱۹۹۶ کشف شد.